# 筇竹属
筇竹属（学名：Qiongzhuea）是禾本科下的一个属。该属共有3种，分布于中国西南部。
现接受名为寒竹属（Chimonobambusa Makino, 1914）